# Radovan Vlajković
Radovan Vlajković (cyrillique : Радован Влајковић; 8 novembre 1924 – 12 novembre 2001) est un homme politique yougoslave, Président de la République fédérative socialiste de Yougoslavie de 1985 à 1986.